# Гилмър (окръг, Джорджия)
Окръг Гилмър (на английски: Gilmer County) е окръг в щата Джорджия, Съединени американски щати. Площта му е 1119 km², а населението - 27 335 души. Административен център е град Елиджей.